# أبو عمرو الداني
أبو عمرو الداني (المتوفى في شوال 444 هـ) المعروف في زمانه بـ ابن الصيرفي عالم قراءات ومُحدّث ومُفسّر أندلسي.

## سيرته
ولد أبو عمرو الداني عثمان بن سعيد بن عثمان بن سعيد بن عمر الأموي في قرطبة في سنة 371 هـ. بدأ أبو عمرو الداني بتلقي العلوم في قرطبة وهو في الرابعة عشر من عمره، فروى عن أبي المطرف عبد الرحمن بن عثمان القشيري الزاهد وأبي بكر حاتم بن عبد الله البزاز وأبي عبد الله محمد بن خليفة بن عبد الجبار وأحمد بن فتح بن الرسان وأبي بكر بن خليل وأبي عثمان بن القزاز وأبي بكر التجيبي ويونس بن عبد الله القاضي وخلف بن يحيى وغيرهم، وسمع من أبي عبد الله بن أبي زمنين كثيرًا من روايته وتواليفه. بعدئذ، تجوّل في الأندلس، فسمع من شيوخ إستجة وبجانة وسرقسطة وغيرها، ثم رحل إلى المشرق سنة 397 هـ، فسمع من أبي الحسن أحمد بن فراس العبقسي وأبي محمد بن النحاس المصري وأبي القاسم عبد الوهاب بن أحمد بن منير وخلف بن إبراهيم بن خاقان وفارس بن أحمد وطاهر بن عبد المنعم وأبي الحسن القابسي، وعبد العزيز بن جعفر بن خواستي الفارسي وأحمد بن عمر بن محفوظ الجيزي وسلمة بن سعيد الإمام وسلمون بن داود القروي وعلي بن محمد بن بشير الربعي، كما سمع من أبي مسلم محمد بن أحمد الكاتب، سمع منه كتاب السبعة لابن مجاهد. ثم عاد أبو عمرو الداني إلى الأندلس سنة 399 هـ مع بداية فتنة الأندلس، خرج إلى الثغر سنة 403 هـ، فسكن سرقسطة سبعة أعوام، ثم رجع إلى قرطبة وأقام فيها لفترة، ثم خرج إلى دانية 417 هـ.
كان أبو عمرو الداني أحد أئمة علوم القرآن ورواياته وتفسيره ومعانيه وطرقه وإعرابه، كما كانت له معرفة بعلوم الحديث. وقد حدث عنه وقرأ عليه ولده أبو العباس أحمد وأبو داود سليمان بن نجاح، وأبو الحسن علي بن عبد الرحمن بن الدش وأبو الحسين يحيى بن أبي زيد بن البياز وأبو الذواد مفرج الإقبالي وأبو بكر محمد بن المفرج البطليوسي وأبو بكر بن الفصيح وأبو عبد الله محمد بن مزاحم وأبو علي الحسين بن محمد بن مبشر وأبو القاسم خلف بن إبراهيم الطليطلي وأبو عبد الله محمد بن فرج المغامي وأبو إسحاق إبراهيم بن علي وأبو القاسم بن العربي وأبو عبد الله محمد بن عيسى بن فرج التجيبي المغامي وأبو تمام غالب بن عبيد الله القيسي ومحمد بن أحمد بن سعود الداني وخلف بن محمد المريي بن العريبي وغيرهم، وأجاز أبو عمرو الداني لأحمد بن محمد الخولاني وأبو العباس أحمد بن عبد الملك بن أبي حمزة المرسي.

## مؤلفاته
ولأبي عمرو الداني عدد من المؤلفات منها:
- جامع البيان في السبع
- التيسير في القراءات السبع
- التحديد في الإتقان والتجويد
- الاقتصاد في السبع
- إيجاز البيان في قراءة ورش
- التلخيص في قراءة ورش
- المقنع في معرفة مرسوم مصاحف أهل الأمصار
- المحتوى في القراءات الشواذ
- طبقات القراء
- الأرجوزة في أصول الديانة
- المكتفى في الوقف والابتداء
- العدد
- التمهيد في حرف نافع
- اللامات والراءات لورش
- المحكم في نقط المصاحف
- الفتن الكائنة
- الهمزتين
- الياءات
- الإمالة لابن العلاء.[4]

وقد ذكر الذهبي، أنه كان بين أبي عمرو وبين ابن حزم عداوة أفضت للهجاء بينهما. وقد توفي أبو عمرو الداني في 15 شوال 444 هـ.